# 숏 바운드
숏 바운드(ショー☆バン)는 소년 만화이자 마쓰시마 고타로의 애니메이션이다.

## 개요
료잔중 야구부에 소속된 「숏 바운드」오자와 반타로의 성장을 중심으로 한 중학 야구 만화. 야구의 기술의 묘사를 고집한 작풍으로, 보통 만화에 자주 있는 연애 묘사 등은 거의 존재하지 않는 만화이다. 료잔중은 도쿄도에 있지만,
등장 인물은 비중이 높아지면 어째서 인지 오사카 사투리를 사용한다. 작풍으로서는 다감한 중학생을 주제로 하고 있기 위해서 등장 인물 반타로가 주인공으로, 문제를 일으킨다는 것이 특징이지만, 원작자인 코지 시로쿠라는 리얼한 중학생을 그리는 것을 테마로 하고 있어 리얼한 중학생이라면 조금 야구가 능숙한가도 참 우쭐거리는 것은 당연이라고 말하고 있다.

## 주된 등장 인물

### 료잔중
오자와 반타로/숏 바운드
본작의 주인공.당초는 유격수였지만, 선배인 키요타가 있었기 때문에, 강한 어깨를 살려서 투수로 전향한다. 자신 이외의 투수가 던지고 있을 때는 3루수, 키요타 은퇴 후 유격수를 본다. 몸집이 작지만 센스가 넘치는 선수.속도가 있는 직구와 예리한고속 슬라이더로 수많은 삼진을 잡는다.다만 성격이 급하고 컨트롤이 나쁘다.
타자로서의 센스도 좋고, 요미우리 자이언츠의 다카하시 요시노부에 비유되었던 적도 있다. 수비에서는 야생의 감이 느끼게 하고 파인 플레이로 매료 시킨다. 대단한 오기가 있고 「독불장군」이라고 불릴 정도로 자기 중심적인 성격을 가지고 있다, 선배나 타인이 자신에게 충고하는 것을 별로 듣지 않는다. 3학년이 되었을 때 주장 취임 이후는 그 난폭함이 도화선이 되어, 스기모토, 코이시카와, 아리가의 퇴부 소동을 일으켰고, 또 가을의 신인전에서의 1회전 패배의 굴욕을 받아들이고 반성. 그 후,3학년때의 봄에는 가을의 신인전 전국 대회 우승교등 전국 톱 클래스의 3교상대에게 모두에게 완봉 승리하는 등 「숏 바운드」의 이름을 전국에 알리게 하기까지 성장했다. 키토 감독의 작전으로 관동 대회에서는 에이스 넘버를 달지 않았지만, 료잔중 연식야구부의 진정한 에이스는 이 남자이며, 후에 전국 대회에서는 에이스 넘버를 단다. 중요한 것은 남자로서의 체면.
덧붙여서 그의 별명인 「숏 바운드」란, 입부 초기의 내야수 수비연습때 「원 바운드」송구가 필요한 상황에서, 자신의 어깨를 과신해 「다이렉트」송구하는 건방짐이 유래로 키토 감독에 붙여져 버린 불명예스러운 별명. 그러나, 후에 전국 클래스의 선수가 된 것으로 그 이름은 전국에 울려 퍼지게 된다.
그 후, 고교 야구의 명문교에 진학하는 것도, 코시엔 출장의 꿈도 실현되지 않았다, 도쿄 야구르트 스왈로즈에 입단한 것이, 스트라이프 블루를 통해 말해지고 있다.
츠치야마 노부로)/노부친
반타로의 동급생 친구로, 힘을 살린 파워 넘치는 배팅이 특색. 성실한 성격. 배터리를 짜는 숏 바운드와의 콤비네이션이 훌륭하고, 야구 이외에서는 의외로 싸움 또한 능숙한 것 같다, 연재 초기에는, 반타로와 같은 수준의 주역이며, 후에 키요타의 은퇴 후 주장이 되는 일도 확실시되고 있었지만, 이외로 주장으로 지명되는 것은 자신이 아닌 반타로였다, 외다리타법의 4번타자,포수이다.
키요타
숏바운드보다 2년선배의 주장, 포지션은 유격수로, 훌륭한 수비를 자랑한다, 료잔중 야구부원중 유일하게 안경을 썼다, 실눈이며, 눈을 뜨고 있는지 감고 있는지 알 수 없다. 수수하고 그다지 믿음직스럽지 못하고, 캡틴으로서의 통솔력이 없다. 따라서, 말하는 일을 듣지 않는 반타로에 애를 먹고 있었다.타격에서는 정확한 배팅을 가지고있지만,
찬스에 약하며 ,덧붙여서 선공후공을 정하는 가위바위보도 약하다(작품중에서는 전패).
은퇴시에 반타로를 주장으로 지명. 그 후에 판단이 잘못되어 있던 것을 깨달아, 빗속에, 우산도 쓰지 않고 반타로에에
주장해임을  통보한다. 울며 매달리는 반타로를 마음을 독하게 먹어 떨쳐 내는 등,
극히 이따금 남자다운 면을 보이기도 한다.
류자키
갈색 머리로 미남, 한결같게 야구에 정열을 거는 성실한 투수. 반타로보다 1학년위 3학년때에는
최종 여름 대회당시에는 에이스 넘버를 달게된다. 변화구도 평범하고 직구도 그다지 빠른편이 아니지만,
정확한 제구력으로 승부하는 스타일, 별명인 「류군」은 거의 치쿠마만이 사용하고 있다(다른 모두는 보통으로 성씨로 부르고 있다).
오타키 슈지/타키
야구부에 중도 입부했다, 반타로보다 1학년위. 본직은 3루수이지만, 언더스로우로 체인지 업을 구사하는 연투파 피처가되었고, 노부친과 쿠스노세의 부상때 급조 포수도 하게 되었는데 두뇌적인 리드를 보이는 등 의외로 생각하는 야구가 있는 유틸리티 플레이어. 마릭의 친구로 마릭이 쿠니키다 학원중으로 전학을 가기전 매일같이 그의 공을 받았는데,
포크를 던지기전의 버릇을 알고 있어 포크도 쉽게 포구할 수 있다(이것이 포수에 어색함이 없는 이유이다).
쿠스노세
후보포수. 반타로보다 1년 선배로, 반타로가 선배로서 유일 존경하는 남자. 주위로부터의 신뢰도 두텁다.
1년 후배인 노부친에게 주전 포수 자리를 빼앗기지만, 결코 기량이 부족한것은 아니고, 대타카드로서 활약한다. 대타로 활약한 후, 그때까지 주전 1루수였던 키바로부터 포지션을 빼앗아, 1루에 정착하게 된다. 결코 발이 빠른 것은 아니지만 주루도 능숙하다. 부모가 라면집을 운영하고 있다.
키바(키바)
반타로와 동급생, 반타로나 노부친과 같이 2학년의 무렵부터 주전으로서 시합에 나와 있던 실력자이다.3학년때에는, 그 시합 경험을 살려 주장이된 반타로에 의해서 1루보다 수비 기회가 많은 3루수로 전향하게 된다.이 강제전향이가 문제를 낳아, 후에, 코이시카와, 아리가, 스기모토의 퇴부의 계기가 된다.
코이시카와(코이시카와)
반타로와 동급생, 아리가와는 친구.본직의 우익수에서 투수로 억지 전향 당하는 등, 제멋대로인 반타로와 대립해, 일단은 퇴부 하지만 후에 복귀, 야구부의 주력이 된다.퇴부중에 몰래 감독으로부터 배팅의 노하우를 받아 훌륭한 타격실력을 얻는다.
아리가(아리가)
반타로와 동급생, 코이시카와와는 친구. 본 포지션인 3루수로부터 1루수로 억지로 전향 당한다, 제멋대로인 반타로와 대립해, 일단은 퇴부 하지만 후에 복귀, 야구부의 주력이 된다. 강한 파워를 살린 장타력이 일품,
3번 반타로 - 4번 노부로 - 5번 스기모토의 클린업을 뒷바침하는 6번의 자리에서 분전한다.
스기모토 (스기모토 테츠야)
반타로와 동급생. 전의 학교에서 문제를 일으켜, 료잔중에 전학을 왔다.현재도 보호 관찰 처분을 받고 있다. 그의 옛 나쁜 친구들에게 습격당한 반타로에 의해서 일단은 퇴부 당하지만 후에 복귀, 야구부의 주력이 된다. 싸움을 잘하며,
경식의 시니어 리그에서 야구를 하던 있던 경험이 있어, 야수로서도 투수로서도 레벨이 높다. 타석에서는 어딘가 무사와 같은 모습을 보이는 위압감 있는 타자.수비에서는 유격수로 활약한다. 마운드에 서면 전국 레벨의 강속구를 던진다. 그러나 그 공은 회전이 솔직하여 타이밍을 맞추면 배트에 맞추는 것이 어렵지 않다. 잠시 위장을 하기 위해
도대회엔 에이스 넘버를 달았으나 진정한 에이스는 반타로이다.
이쿠시마 (이쿠시마 노리타다) (동생)
전전 주장인 이쿠시마의 남동생.반타로의 1년 후배로서, 형을따라 료잔중 야구부에 입부.포지션은 포수.야무지고, 성격이 나쁘다. 시합중에서는 벤치에서 언제나 선배의 욕을 하고 있다. 그러나 자신이 시합하러 나오면 긴장하고 눈물이 멈추지 않는다. 2학년때부터는 투수로 도전.강한 어깨를 살린 직구로 타자를 비틀어 엎어 누른다. 투수를 할때는 시합중에서도 울지 않는 것 같다. 반타로의 뒤를 이어 주장이 된다,
키토
료잔중 연식 야구부 감독「감독」이라고 히라가나로 크게 쓰여져 있다. 겉보기엔 아무 생각도 없는 것으로 보이지만, 실은 상당한 전략가이며, 대학생시절은 포수로, 옛날에 드래프트에 지명된적도 있을 정도의 선수였지만, 자신이 아마추어 지도자가 되는 것을 희망했기 때문에 교직에 임했다. 당시 노마부쿠로와 배터리를 짜고있어 친하다.
이쿠시마(형)
반타로보다 2년선배, 반타로가 1학년 무렵의 주장 . 당시 3번타자겸 유격수.이쿠시마 노리타다의 형, 책임감이 강하고, 지도도 엄격하다. 반타로가 자신의 옛 모습과 매우 유사했던 탓인지, 반타로에게는 지도를 해 주었다.
나카노(나카노)
반타로보다 2년선배, 반타로가 1학년 무렵의 야구부의 에이스.노부친의 형에게 하체가 약하다고 지적되어 함께 은퇴할까지 매일 아침 100바퀴 런닝을 실시했다, 반타로가 1학년때, 캐치 볼의 기본을 가르쳤다.

### 쿠니키다 학원중
치쿠마 /마릭
반타로보다 빠른 수준의 직구와 변화가 엄청난 포크가 무기인 정통파 투수.놀라면 방귀, 실망 하면 트림이 나온다고 하는 이상한 버릇이 있다. 그 외에도 미술의 센스도 좋다. 지기 싫어하는 경향이 있다. 자존심이 강하며, 자신의 피칭에 절대의 자신감을 가지고 있다. 입이 거칠고, 오타키의 친구. 불량인 외모이면서 의외로 국어를 올바르게 사용하는 것을 중시 하고 있어, 「짱나」등의 잘못된 말을 싫어하고 있다.그 때문에, 비속어를 사욕하는 타키에 그 어원을 따져 일본어를 올바르게 사용하도록 주의하고 있지만, 그 후부터 그러한 설정은 사라졌다.
본래는 료잔중의 야구부에 소속해 있었지만 2개월에 퇴부, 쿠니키다 학원에 전학.
쿠니키다는 계단 방식이므로 자동적으로 쿠니키다 고등부에 진학해 야구부에 들어갔지만, 야구부의 에이스 야마다에 꼬드겨져 한 번 퇴부 했다. 그러나, 그 후 반타로와 스기모토에 설득되어 야구부에 복귀한다.
이주인
키가 작지만, 타격솜씨가 좋고, 수비능력도 좋은 포수이며 주장, 치쿠마가 입부할 때까지는 4번을 맡고 있었다.
제멋대로인 치쿠마를 언제나 신경쓰고 있다.
토카노/토카
원래는 쿠니키다의 에이스였지만, 치쿠마에 그 자리를 빼앗겨 버린다.
치쿠마 만큼은 아니지만 결정구에 낙차큰 포크를 던진다.
야타베
야구 센스 발군의 2루수, 쿨한성격이며 비중이 많다,

### 조키 중학교
히라에 켄/데이브 히라에
이바라키현 대표·조키 중학의 주장.우투좌타의 포수.일부러 도쿄까지 숏 바운드를 정찰하러 왔다. 아보에게 피칭을
조언해주고, 그 후 아보에게 「브 선생님」이라고 불리며 존경받고 있다. 배팅에 소질이 뛰어나며, 반타로도 「이녀석은 야구 센스가 있는 놈」이라고 칭찬할 정도이다. 큰 체형에 어울리지 않게 빠른 발의 소유자로, 반타로와의 대결에서 인사이드 파크 홈런을 기록한 적도 있다.

### 아이베츠중
후타츠기
히로시마현 대표·아이베츠중의 투수. 반타로에 필적할 정도의 강속구의 소유자임에도 불구하고 극도의 제구불안 때문에 대기투수로 만족하고 있었지만, 하프포크의 투구방법을 깨닫고 제구력과 타자의 앞에서 미묘하게 변화하는 구를 알게되어, 일약 에이스에 올라 선다.

### 에이세이중
스즈하라
에이세이중의 에이스로 4번 ,
자신을 과시한 나쁜 타입의 「독불장군」으로서 반타로의 반면 교사가 된다.
유키
에이세이중의 포수로 스즈하라와 배터리를 짠다. 독불장군인 스즈하라에 애를 먹고 있다.

### 주변인
오자와 아보
반타로의 남동생.초등 학생.야구외로 소식은 전혀 없는 형과는 대조적으로, 여자 아이들에게 인기만점. 또, 형 같이, 투수로서 야구의 재능도 보이고 있다. 자신보다 훨씬 연상에도 겁내지 않는 성격, 반타로에게 조언을 받고 본래는 우투이지만, 좌투로도 도전하고 있다. 그 천성의 야구 센스를 과시해 4학년부터 밖에 넣지 않는 야구팀에, 특별히 3학년생
인데도  입부가 허가되었다.본작의 속편의 스트라이프 블루에서 주인공으로 등장한다.
아사이 노리페
아보와 동갑으로 사이가 좋은 여자 아이. 말수가 적고 하나코와는 아보를 둔 라이벌이다.
하나코
아보과 동갑으로 사이가 좋은 여자 아이. 노리페와는 사랑의 라이벌로서 아방을 서로 빼앗고 있다.
누마부쿠로
프로야구 선수로치바 롯데의 투수.키토 감독과는 예부터의 낯익은 사이로 대학시절에 키토와 배터리를 짜고 있었다.프로에서는 탈삼진왕을 획득했던 적이 있다. 사사구왕이 된 적도 있지만 캐치 볼에서는 100%가슴에 보내줄 정도의 컨트롤.이따금 료잔중에 방문해 료잔중 야구부원들에게 조언을 하고 있고 키토로부터"야구를 아주 잘하는 친구"라 불리고 있다. 당시 사이드 스로였던 숏 바운드가, 누마부쿠로의 공의 회전을 보고 오버스로에 돌아갔다. 후에 반타로의 활약은, 이 사람의 덕분이라고 해도 과언이 아니다.